# Fetalna kirurgija
Fetalna kirurgija, imenovana tudi fetalna rekonstrukcijska kirurgija, antenatalna kirurgija, prenatalna krurgija ali predporodna kirurgija, je razvijajoča se veja maternalno-fetalne medicine, ki zajema širok nabor kirurških tehnik, ki se uporabljajo za zdravljenje prirojenih okvar pri plodovih, ki so še vedno v noseči maternici. Obstajajo tri glavne vrste fetalne kirurgije:
- odprta fetalna kirurgija, ki vključuje popolno odprtje maternice za operacijo plodu;
- minimalno invazivna fetoskopska kirurgija, ki vključuje majhne reze in je vodena s fetoskopijo in ultrazvočno;
- perkutana fetalna terapija, ki vključuje uvedbo katetra ob stalnem ultrazvočnem spremljanju.

Gre za razmeroma novo in hitro se razvijajoče področje.
Fetalna krurgija sloni predvsem na področjih kirurgije, porodništva in ginekologije ter pediatrije – še zlasti podspecializacijah neonatologiji (oskrba novorojenčkov, zlasti zelo ogroženih), maternalno-fetalni medicini (oskrba rizičnih nosečnosti) in pediatrični kirugiji. Pogosto vključuje usposabljanje na področjih porodništva, pediatrije ter invazivne in neinvazivne krurgije. Zaradi velikega tveganja pri teh primerih in njihove velike kompleksnosti tovrstne posege večinoma izvajajo v velikih mestih v akademskih klničnih ccentrih, kjer je na voljo celoten nabor maternalne in neonatalne oskrbe, specialistične nege, terapij ter socialnega svetovanja.
Večina težav ne zahteva fetalne operacije ali jih ni mogoče zdraviti z operacijo. Izjema so anatomske težave, pri katerih je mogoča poprava v maternici ter lahko pomembno koristijo pri nadaljnjem razvoju in preživetju plodu. Zgodnja poprava (pred rojstvom) tovrstnih težav bo povečala verjetnost za zdrav in razmeroma normalen otrokov razvoj.
Nosečnica je pri vsakršnem fetalnem posegu ogrožena enako kot plod, če ne bolj. Poleg splošnega tveganja, povezanega z vsako operacijo, je ogroženo tudi zdravje maternice, zlasti njena primernost za nadaljnje nosečnosti. Tveganje je večje kot pri izbirnem carskem rezu, in sicer iz naslednjih razlogov:
- incizija bo običajno klasična vertikalna, z večjim tveganjem za zaplete pri nadaljnjih nosečnostih;
- daljše trajanje operacije pri izvedbi fetalnega posega;
- porod otroka bo po nekaj dnevih ali tednih zahteval ponovni carski rez.